# 訃報 1989年8月
訃報 1989年8月（ふほう 1989ねん8がつ）では、1989年（平成元年）8月中に物故した、又は物故が報じられた人物についてまとめる。

## （1日 - 15日）

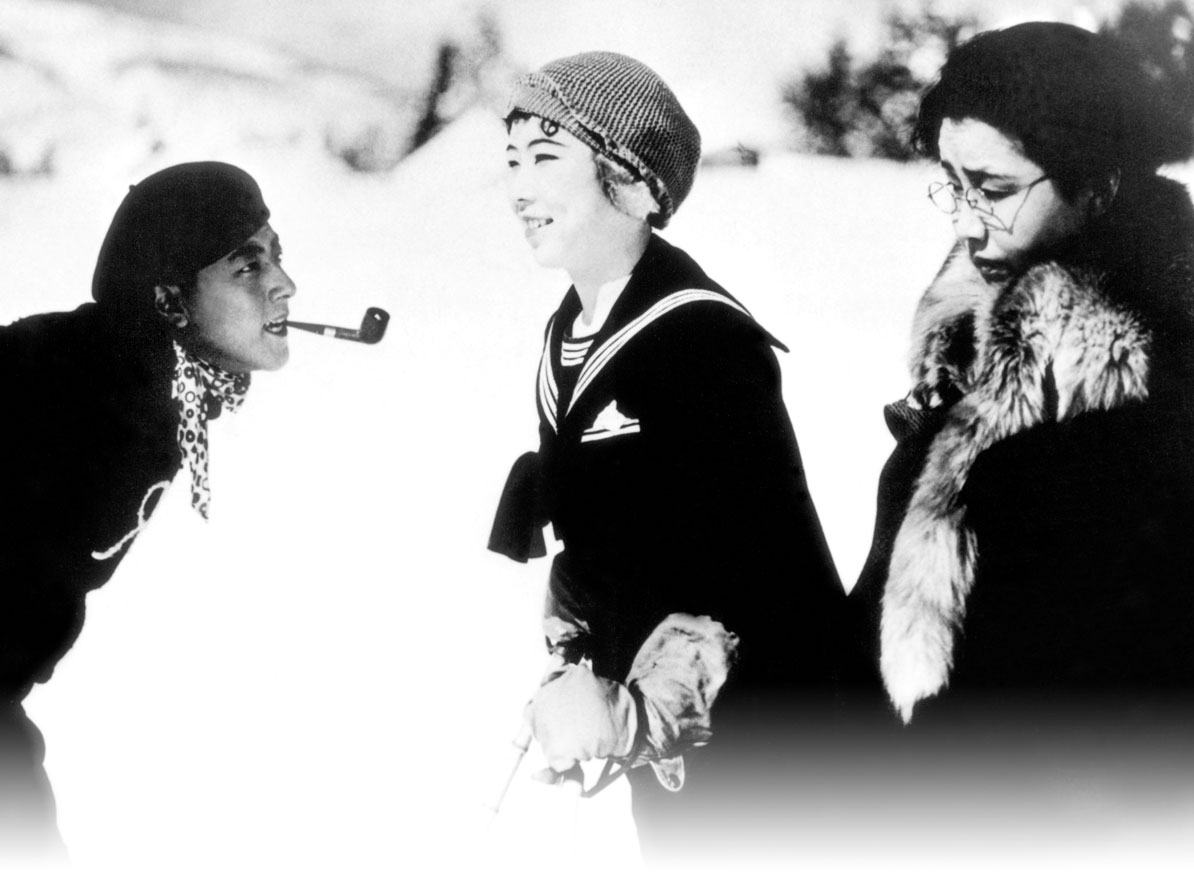
松井潤子（中央）／8月1日没

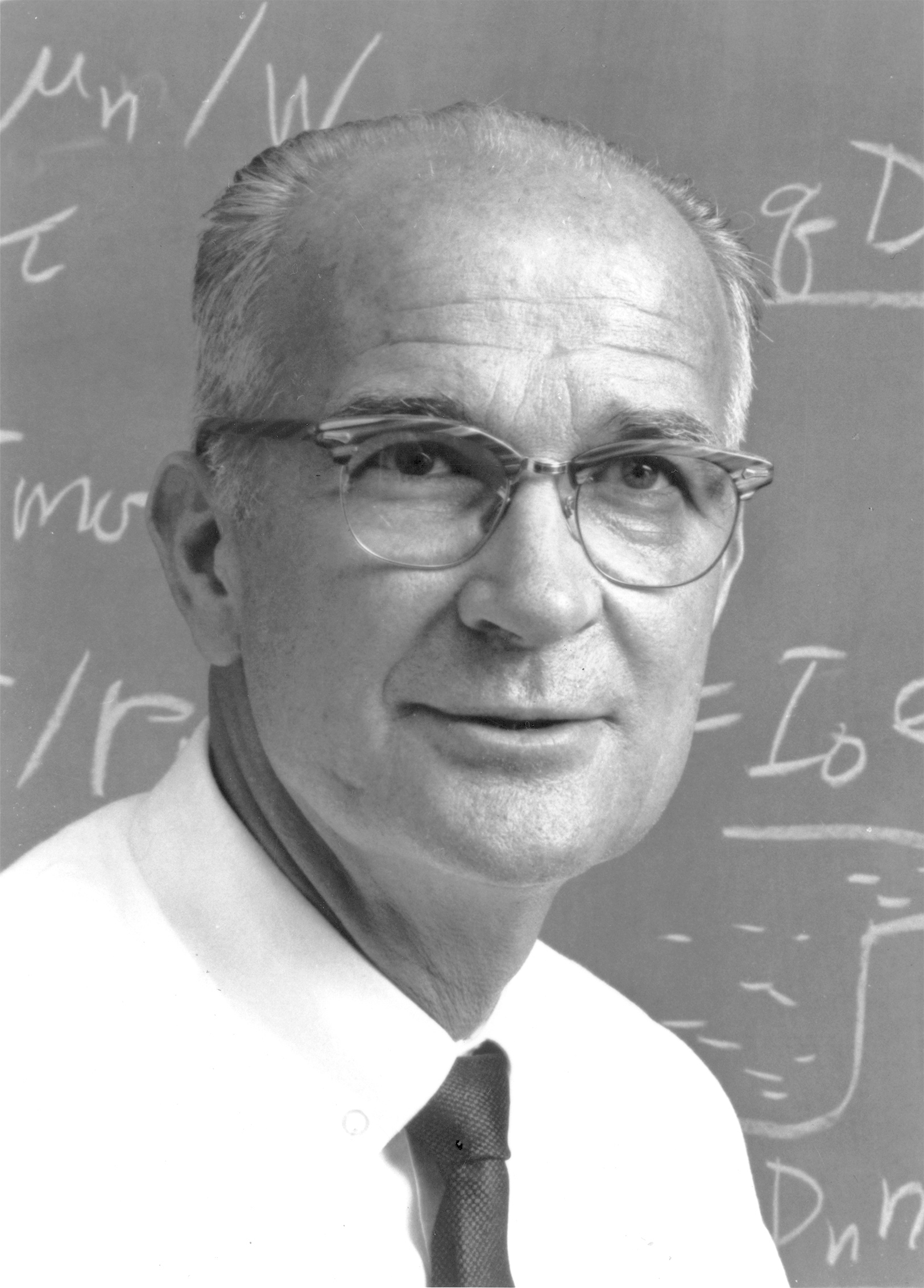
ウィリアム・ショックレー／8月12日没

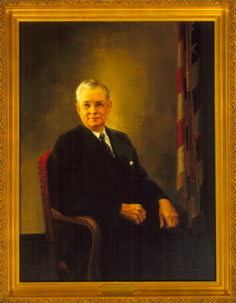
ロバート・バーナード・アンダーソン／8月14日没

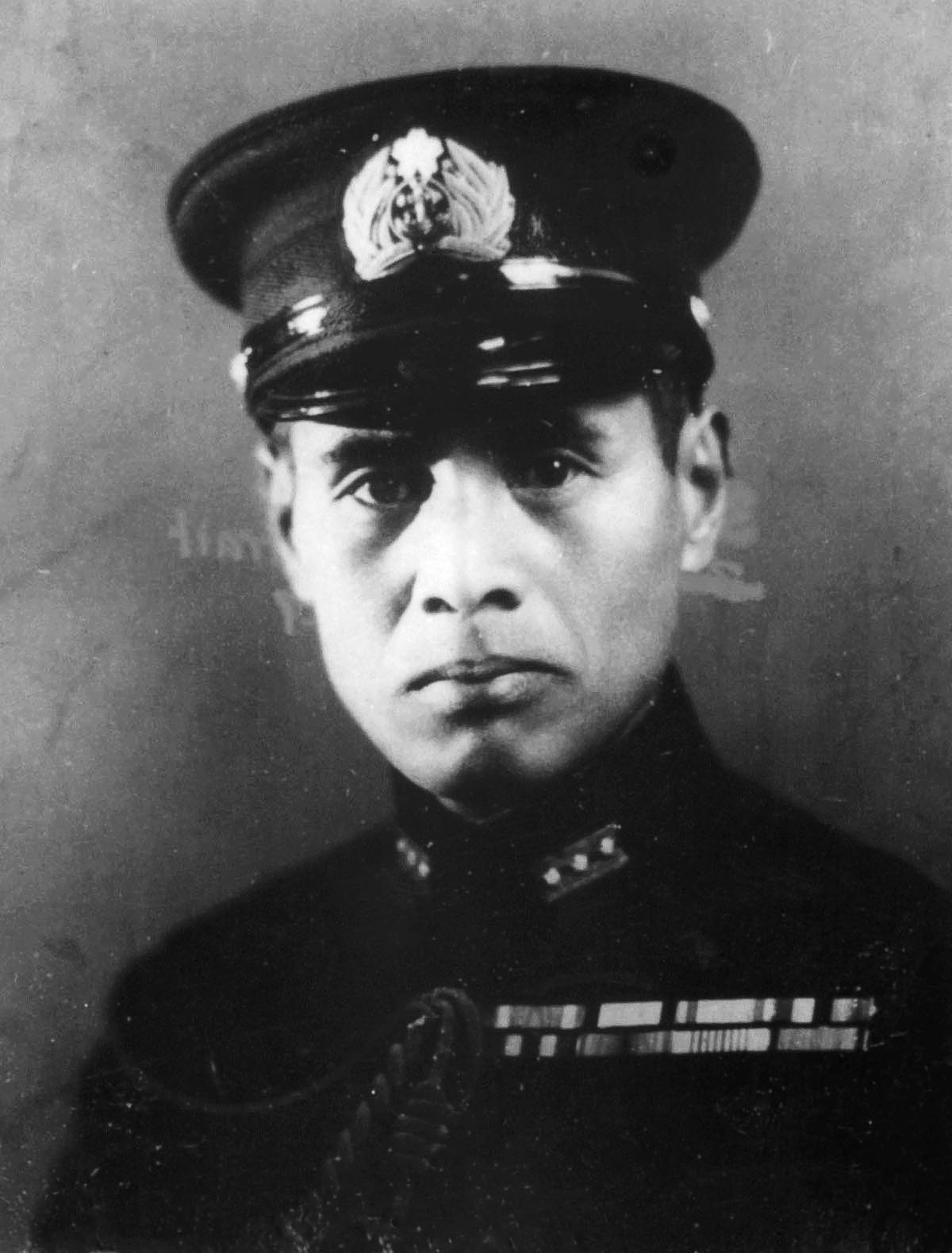
源田実／8月15日没

- 8月1日 - 松井潤子[1]、元女優（* 1906年）
- 8月1日 - ジョン・オグドン、ピアニスト（* 1937年）
- 8月3日 - 大木金次郎、教育者、経済学者（* 1904年）
- 8月7日 - 小嶋源作、実業家（* 1905年）
- 8月7日 - 土岐雄三、作家（* 1907年）
- 8月9日 - 河野愛子、歌人（* 1922年）
- 8月12日 - ウィリアム・ショックレー、物理学者（* 1910年）
- 8月14日 - ロバート・バーナード・アンダーソン、元アメリカ合衆国財務長官（* 1910年）
- 8月15日 - 原田種夫、小説家、詩人（* 1901年）
- 8月15日 - 源田実、海軍軍人・政治家（* 1904年）

## （16日 - 31日）

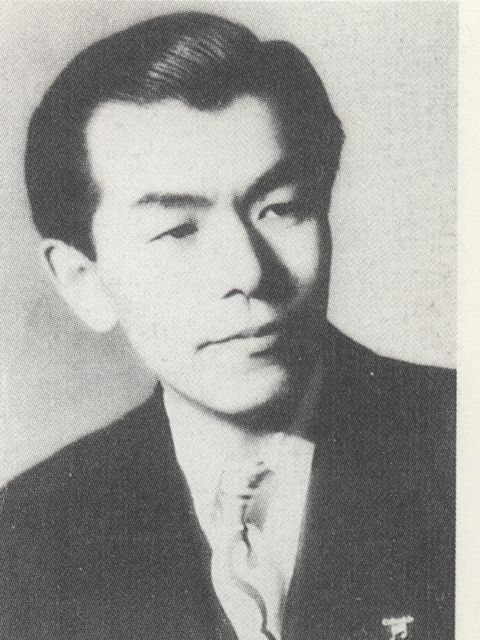
古関裕而／8月18日没

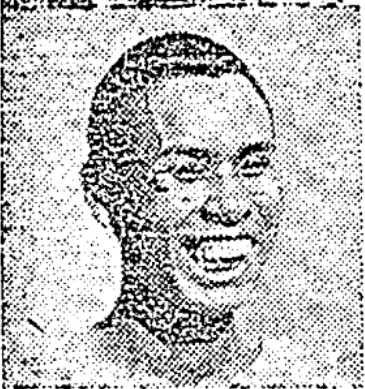
大浦留市／8月28日没

- 8月16日 - 岩上二郎、参議院議員、元茨城県知事（* 1913年）
- 8月17日 - 内垣啓一、ドイツ文学者、翻訳家、オペラ演出家（* 1925年）
- 8月18日 - 古関裕而、作曲家（* 1909年）
- 8月28日 - 大浦留市、陸上競技選手（* 1896年）[2]